# Federal (1845)
El Federal fue un pailebote que sirvió en la Armada Argentina y bajo bandera británica tras su captura en la batalla de la Vuelta de Obligado hasta ser recuperado en combate por las fuerzas de la Confederación Argentina.

## Historia
El Estrella fue construido en Cádiz, España, ca. 1839. En 1841 fue adquirido por la Sociedad de los Prácticos Lemanes del Río de la Plata establecida en la ciudad de Buenos Aires y encabezada por el armador Vicente Casares.
Rebautizado Estrella del Sur, era reputado como uno de los buques más veloces del Río de la Plata; tenía 28 m de eslora, 7 m de manga, 3.8 m de puntal, un calado de 2 m y 115 t de porte.
Sirvió como buque estacionario al servicio de los prácticos fondeada frente a Punta Indio hasta que en septiembre de 1841 fue capturado por la escuadra riverista comandada por John Halstead Coe. Permaneció en Montevideo sin participar en acción alguna hasta 1842, cuando volvió al servicio de los prácticos porteños, quienes a comienzos del año 1843 la ofrecieron en arrendamiento a la Capitanía del Puerto de Buenos Aires. 
Durante ese año y el siguiente, con dotación civil y comando militar, sirvió como transporte de la escuadra que al mando del almirante Guillermo Brown bloqueaba Montevideo y para el traslado de tropas del general Manuel Oribe.
A fines de 1844 el gobierno devolvió el Estrella del Sur a sus propietarios pero tras intentar sin éxito su compra, en enero de 1845 lo arrendó nuevamente pero para todo uso. 
Rebautizado Federal, se incorporó en marzo a la escuadra con tripulación militar y montando un cañón giratorio de a 8.
El 3 de marzo capturó en las cercanías de la isla Martín García al corsario Veloz, de bandera riverista pero tripulado por 17 británicos y dos italianos, y el 15 de marzo se incorporó al bloqueo. En consideración a su velocidad, fue encargado de llevar a Buenos Aires la novedad del triunfo de Oribe en la batalla de India Muerta, noticia que le valió de las autoridades de la Confederación un premio de $1000 para su comandante, y montos proporcionales para su tripulación.
Habiendo sido destinado a tareas de patrulla en el estuario evitó ser capturado por las escuadras de Gran Bretaña y de Francia el 2 de agosto de 1845 en el episodio conocido como el "robo de la escuadra".
Siendo inminente el envío de una expedición que forzara el acceso al río Paraná, el Federal fue destinado a la línea de defensa establecida en la Vuelta de Obligado al mando del capitán Carlos Roberts. Al producirse el 20 de noviembre de 1845 la batalla de la Vuelta de Obligado el buque sufrió serios daños y fue apresado.
Tras ser conducido a Montevideo, fue reparado y se montó una carronada de a 24 cedida por el HMS Firebrand (4 cañones, capitán James Hope). Con el nombre de Vuelta de Obligado y una tripulación de 17 marineros británicos al mando del teniente Charles Goodwin Fegen fue destinado al patrullado del Paraná.
Ante la amenaza que las reforzadas baterías establecidas en las barrancas que dominaban la angostura en las riberas del departamento San Lorenzo (Santa Fe) representaban para los buques del comercio y de la armada misma, la Obligado fue «mandada con órdenes de hacer detener a todos los barcos e impedir que remontaran el río».
En la noche del 18 al 19 de abril de 1846 varó dos millas arriba del paso del Quebracho (San Lorenzo) y notificado el general Lucio Norberto Mansilla hizo montar en la costa un cañón naval de a 8 que puso al mando del teniente primero de marina Álvaro José de Alzogaray.
En la madrugada del 19 se inició el ataque, que resultó en extremo breve: el segundo disparo penetró en la cámara del buque y los británicos abandonaron el buque a bordo de embarcaciones menores dejando a bordo bagaje, armamento, munición y el pabellón, que fueron tomados por Alzogaray cuando abordó con cuatro oficiales.
Las noticias llegaron rápidamente a la flota establecida en Goya y Esquina (Corrientes) y confirmaron a los mandos en su decisión de atacar la posición del Quebracho y evacuar en convoy el río. Lauchlan Bellingham Mackinnon, oficial de la HMS Alecto y cronista de los hechos, registra la llegada de las naves que «traían noticias de la captura de la goleta Obligado de manos de un oficial inglés y bajo la acción de las baterías de San Lorenzo. Nos sentimos muy inquietos por conocer los detalles de esa pérdida pero se nos contestó con un rechinar de dientes y nada más».
La recaptura de la Federal impidió que finalizara su misión para los británicos y la misma Alecto encontró en su marcha aguas abajo a varios buques que no habían recibido advertencia alguna y habían encarado el paso, entre ellos los nuevos vapores de la Royal Navy HMS Lizard (3 cañones, comandante Henry Manby Tylden), que había sufrido varios daños, numerosos heridos y la muerte de dos oficiales y dos marineros, y la HMS Harpy (3 cañones, comandante Edward Halhead Beauchamp-Proctor), también con daños severos y su comandante herido.
Nuevamente denominado Federal, fue trasladado a San Lorenzo al mando de Alzogaray y tras reemplazarse la carronada británica (que se sumó a la batería de Quebracho) por un cañón giratorio de a 18 y otro de a 12, se sumó a la escuadrilla fluvial del Paraná en apoyo de Mansilla.
Permaneció en aguas de San Pedro (Buenos Aires) y de San Nicolás de los Arroyos hasta agosto de 1847, cuando paso a estacionario en Balizas Interiores del puerto de Buenos Aires.
En 1848 al mando del teniente Juan Starost se sumó a la escuadrilla con base en Ramallo (Buenos Aires), misión que mantuvo hasta el mes de septiembre. En junio de 1849 al mando del subteniente Carlos Brelich transportó a Buenos Aires un destacamento del regimiento de Patricios, permaneciendo luego como pontón estacionario en el río Luján (Tigre, Buenos Aires) con solo un oficial, un guardián y cinco marineros.
Cuando el 15 de abril de 1852 Vicente Casares solicitó que se abonara a los prácticos Lemanes del Río de la Plata el valor de su tasación al momento del embargo, indicó que el buque se hallaba «totalmente inútil en el puerto del Tigre». La solicitud del agente de los prácticos tuvo curso favorable y el Federal fue desguazado y vendido como leña.